# 生化奇兵2
《生化奇兵2》是一款第一人称射击游戏，由2K Marin开发，适用Xbox 360、PlayStation 3和Windows平台。它是2007年游戏《生化奇兵》的续作。游戏于2010年2月9日全球发行。Feral Interactive於2012年3月30日發售遊戲的OS X版。
游戏设定在虛構的水下反乌托邦城市銷魂城，遊戲的故事發生在第一集《生化奇兵》的事件的8年後。游戏中的主角是一个笨重的大老爹，名叫Subject Delta——一种将器官和皮肤移植入潜水衣的人類。玩家要與使用武器和一系列基因修改的城市精神病居民戰鬥。遊戲還引入了一個驅策故事的多人模式，稱為銷魂城的墮落（Fall of Rapture），它發生在第一集遊戲的事件之前，即是銷魂城的1959年內戰期間。
遊戲在發售後得到極大的好評，特別針對遊戲的敘事、藝術風格、角色、結局和遊戲玩法。該遊戲引起了批評，包括緩慢的開頭，以及與前作太相似。遊戲在上市後可支援追加下載內容，和一個於2010年8月發布的新單人遊戲名為《Minerva's Den》。第三集《生化奇兵：無限之城》由Irrational Games開發，於2013年發售。遊戲的復刻版於2016年9月13日在Microsoft Windows、PlayStation 4和Xbox One上發售，作為《生化奇兵合集》的一部份，內容包含《生化奇兵》和《無限之城》，2020年5月發售Nintendo Switch版本。

在最高画质下的游戏画面